# Lego Rock Band
 (décembre 2014).
Si vous disposez d'ouvrages ou d'articles de référence ou si vous connaissez des sites web de qualité traitant du thème abordé ici, merci de compléter l'article en donnant les références utiles à sa vérifiabilité et en les liant à la section « Notes et références ».
Lego Rock Band est un jeu vidéo sorti le 26 novembre 2009 appartenant à la famille des Lego disponible sur PlayStation 3, Xbox 360, Nintendo DS et sur Wii. Le jeu consiste à créer un groupe de musique composé de 4 musiciens ayant pour instruments une guitare, une basse, un micro et une batterie. Tout au long de l'histoire, le joueur suit son groupe à travers une multitude de chansons célèbres.

## Chansons jouables
- Blur - Song 2
- Queen - We Will Rock You et We Are the Champions
- David Bowie et Stevie Ray Vaughan - Let's Dance
- Jimi Hendrix - Fire
- The Kooks - Naïve
- Iggy Pop - The Passenger
- Foo Fighters - Breakout
- Carl Douglas - Kung Fu Fighting
- Ray Parker Jr - Ghostbusters
- Counting Crows - Accidentally in love
- Rascal Flatts - Life is a Highway
- Spinal Tap - Short and Sweet
- Jackson 5 - I Want You Back
- Kaiser Chiefs - Ruby
- Vampire Weekend - A-Punk
- Blink 182 - Aliens Exist
- Europe - The Final Countdown
- The Police - Every Little Thing She Does Is Magic
- The Hives - Tick Tick Boom
- Korn - Word Up
- Bon Jovi - You Give Love a Bad Name
- Elton John - Crocodile Rock
- Sum 41 - In Too Deep
- Boys Like Girls - Thunder
- Supergrass - Grace
- The Automatic - Monster
- Lostprophets - Rooftops
- Tom Petty - Free Falling
- T. Rex - Ride a White Swan
- The All-American Rejects - Swing, Swing

## Accueil
- Jeuxvideo.com : 14/20[1] - 13/20 (DS)[2]